# Angelo Vaccaro
Angelo Vaccaro (Tübingen, 1981. október 4. –) olasz labdarúgó, olasz-német kettős állampolgár, korábban a Budapest Honvéd FC csatára is volt.

## Pályafutása
Első osztályú Bundesliga mérkőzésen először csereként a VfB Stuttgart színeiben lépett pályára 2000. december 2-án a Borussia Dortmund elleni mérkőzés 72. percében.
Vaccaro Stuttgartban kezdte a pályafutását és a Honvéd az Eintracht Frankfurt második csapatától szerezte meg szabadon igazolható játékosként 2010 nyaráig szóló szerződéssel.
Első bajnokiját 2010. február 27-én játszotta a Kaposvári Rákóczi FC ellen. A Honvéd játékosaként hat első osztályú mérkőzésen szerepelt és négy gólt lőtt ez is mutatja, milyen gólerős csatár.
Lejárt a szerződése 2010 júliusában a Honvédnál és kétéves szerződést kötött az olasz harmadosztályban szereplő Calcio Sorrentóval.
Olaszországból alacsonyabb osztályú német csapatokhoz került. 2011-12 között az SSV Reutlingen 05, majd az SV Elversberg játékosa lett.

## Fordítás
- Ez a szócikk részben vagy egészben  az   Angelo Vaccaro című angol Wikipédia-szócikk ezen változatának fordításán alapul.  Az eredeti cikk szerkesztőit annak laptörténete sorolja fel. Ez a jelzés csupán a megfogalmazás eredetét és a szerzői jogokat jelzi, nem szolgál a cikkben szereplő információk forrásmegjelöléseként.